# Chi non lavora non fa l'amore

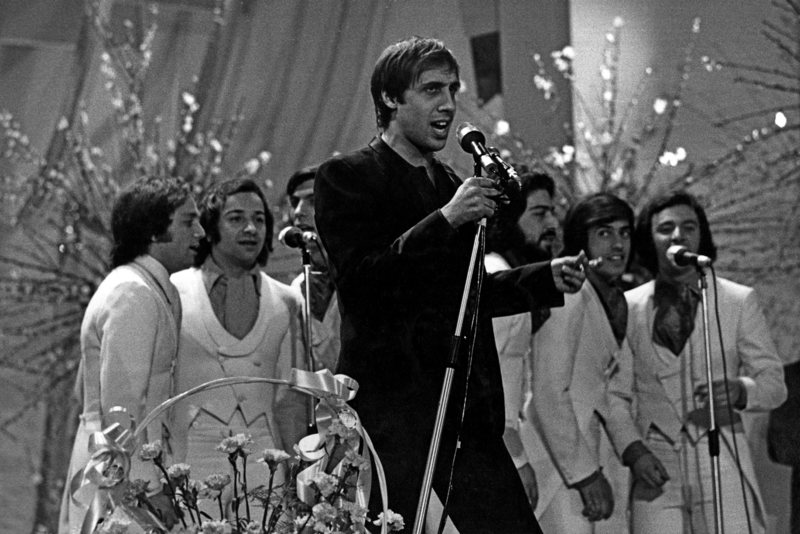
Адріано Челентано під час виконання «Chi non lavora non fa l'amore» на фестивалі в Сан-Ремо 1970 року

Chi non lavora non fa l'amore (укр. Хто не працює, той не кохається) — пісня італійського співака та кіноактора Адріано Челентано, випущена у 1970 році.

## Історія
Вперше пісня була виконана Адріано Челентано у лютому 1970 року на пісенному фестивалі в Сан-Ремо, де вона здобула перемогу. Це була перша перемога Челентано на фестивалі, до цього він вже виступав на ньому тричі. Авторами музики були Челентано і Нандо Де Лука, авторами тексту — Лучано Беретта і Мікі Дель Прете. Дружина співака — Клаудія Морі, також виконала цю пісню на фестивалі. 
Пісня вийшла під час масових загальноіталійських страйків робітників. Її сюжет, з іронічно глузливою інтонацією, оповідав про робітника, який не міг працювати у зв'язку зі страйками — через це дружина викинула його на вулицю. Пісня зазнала критики з усіх сторін, газета «L'Unità» назвала її плутаною й нетактовною, вона інтерпретувалася як провокація проти робітників та викликала обурення страйкарів (декотрі з них звинуватили Челентано в фашизмі). Попри це пісня вийшла окремою платівкою у 800.000 копій і посіла 1 позицію у італійському чарті «Топ-100» найкращих синглів. Випадок з піснею став серйозним уроком для співака. Згодом, Челентано казав, що пісня була способом знизити драматичність зіткнень між робітниками і роботодавцями.
Пісня випускалася як сингл в Італії, Іспанії, Греції, Туреччині, Франції, Німеччині, Португалії і Швеція. Пісня зазвичай виходила на LP-платівках на 45 обертів на стороні «А», на стороні «Б» були такі композиції: «Due Nemici Innamorati», «La Coppia Più Bella Del Mondo», «Ea» або «Lirica D'Inverno», в залежності від видання. Вона не увійшла до жодного альбому, але увійшла до безлічі збірників співака.

## Трек-лист
| #  | Назва                                                             | Автор слів                       | Автор музики                      | Тривалість |
| -- | ----------------------------------------------------------------- | -------------------------------- | --------------------------------- | ---------- |
| 1. | «Chi non lavora non fa l'amore» (Хто не працює, той не кохається) | Лучано Беретта і Мікі Дель Прете | Адріано Челентано і Нандо Де Лука | 3:02       |

## Видання
| Назва                                                                             | Лейбл                          | Маркування          | Країна     | Рік  |
| --------------------------------------------------------------------------------- | ------------------------------ | ------------------- | ---------- | ---- |
| Chi Non Lavora Non Fa L'Amore/Due Nemici Innamorati (7")                          | Clan Celentano, Clan Celentano | BF. 69040, BF 69040 | Італія     | 1970 |
| Chi Non Lavora Non Fa L'Amore/La Coppia Più Bella Del Mondo (7", Single)          | Sayton, Clan Celentano         | ST-23               | Іспанія    | 1970 |
| Chi Non Lavora Non Fa L'Amore/Due Nemici Innamorati (7", Single)                  | Pan-Vox                        | PAN 7553            | Греція     | 1970 |
| Chi Non Lavora Non Fa L'Amore/Ea (7")                                             | Disques Vogue                  | INT.80227           | Європа     | 1970 |
| Chi Non Lavora Non Fa L'Amore/Due Nemici Innamorati (7")                          | Melodi Plak                    | 70006               | Туреччина  | 1970 |
| Chi Non Lavora Non Fa L'Amore/Ea (7")                                             | Clan Celentano                 | BF. 69041           | Італія     | 1970 |
| Chi Non Lavora Non Fa L'Amore/Due Nemici Innamorati (7", Single)                  | Disques Vogue                  | INT.80.226          | Франція    | 1970 |
| Chi Non Lavora Non Fa L'Amore/Lirica D'Inverno (7", Single)                       | Clan Celentano, Sayton         | ST-22               | Іспанія    | 1970 |
| Chi Non Lavora Non Fa L'Amore/Due Nemici Innamorati (7", Single)                  | Zip Zip                        | CCZ 1.111/S         | Португалія | 1970 |
| Chi Non Lavora Non Fa L'Amore/Due Nemici Innamorati (7", Single)                  | Gazell                         | C-244               | Швеція     | 1970 |
| Lavoro E Amore (Chi Non Lavora Non Fa L'Amore)/Due Nemici Innamorati (7", Single) | Ariola                         | 14 547 AT           | Німеччина  | 1970 |
| Si Tu Travailles, On Fait L'amour/Due Nemici Innamorati (7", Single)              | Disques Vogue                  | INT.80232           | Франція    | 1970 |